# شهرستان بکانکور
شهرستان بکانکور (به انگلیسی: Bécancour Regional County Municipality) یک منطقهٔ مسکونی در کانادا است که در Centre-du-Québec واقع شده‌است. شهرستان بکانکور ۱٬۲۳۱٫۳۰ کیلومتر مربع مساحت و ۲۰٬۰۸۱ نفر جمعیت دارد.